# António Pedro da Costa
Dom António Pedro da Costa (Santarém, (São Nicolau) 6 de outubro de 1840 — Santarém, (Salvador) 30 de janeiro de 1900) foi um arcebispo e escritor português.
Foi prior na Freguesia de Salvador de Santarém, antes de ser nomeado bispo de Damão.
Foi o primeiro bispo de Damão e arcebispo ad honorem de Cranganore, eleito em 25 de novembro de 1886 pelo rei Dom Luís I de Portugal, sendo ratificado pelo Papa Leão XIII em 14 de março de 1887. Foi consagrado em 14 de abril de 1887, na Sé Catedral do Porto. Deu entrada na Diocese em 19 de junho de 1887.
Como a diocese era recém ereta, deu entrada solene na mais antiga igreja da região, a Igreja de Nossa Senhora da Glória de Mazagão. Dessa forma, a Igreja Matriz do Bom Jesus foi transformada em Catedral. Abriu várias escolas em Damão e tinha o título de "Fellow" da Universidade de Bombaim.
Escreveu o livro "Relatório da Nova Diocese de Damão" em 1892, em que relata a vida naquela região do Estado Português da Índia. Possuía a Grão-Cruz da Ordem de Nossa Senhora da Conceição de Vila Viçosa.

## Obra
- Relatório da Nova Diocese de Damão (PDF). Índia Portuguesa: Typographia do Portuguez Britannico. 1892. pp. 120 p. ASIN B007OKMUIO. ISBN 9780524101018